# Mirrors (Justin Timberlake)
Mirrors è il secondo singolo del cantante statunitense Justin Timberlake estratto dal suo terzo album, The 20/20 Experience, in uscita il 19 marzo 2013. Il cantante aveva annunciato tramite il suo profilo Twitter che avrebbe fatto una sorpresa speciale all'indomani della sua performance ai Grammy Awards 2013. Mirrors è stato lanciato per il download digitale l'11 febbraio 2013 e ha venduto 427 000 copie nel Regno Unito.

## Descrizione
Mirrors è una ballad mid-tempo pop che ha una durata di 8 minuti e 6 secondi.
Timberlake ha scritto e prodotto la canzone con Timothy "Timbaland" Mosley and Jerome "J-Roc" Harmon, con un aiuto addizionale, solo per la scrittura, di James Fauntleroy. Timberlake ha scritto la canzone in memoria dei suoi nonni che morirono pochi anni prima.
Robbie Daw del sito Idolator ha dichiarato che il brano "sembra che sia venuto fuori nel 2006". Un giornalista del The Huffington Post ha definito Mirrors una produzione archetipa di Timbaland e l'ha paragonata a My Love dello stesso Timberlake. Mikael Wood del Los Angeles Times lo ha definito una via di mezzo tra Cry Me a River di Timberlake e November Rain del gruppo statunitense Guns N' Roses.

## Il video
Il video, girato da Floria Sigismondi, è diviso in due parti: la prima vede come protagonista una donna anziana che ripercorre la sua vita attraverso i ricordi delle esperienze passate (anni '50-'60)  con il marito, la seconda parte vede come protagonista Justin Timberlake che si muove in una sala di specchi con alcune ragazze che si muovono dietro di lui.

## Classifiche

### Classifiche settimanali
| Classifica (2013-25) | Posizione massima |
| -------------------- | ----------------- |
| Australia            | 10                |
| Austria              | 7                 |
| Belgio (Fiandre)     | 17                |
| Belgio (Vallonia)    | 41                |
| Canada               | 5                 |
| Danimarca            | 4                 |
| Finlandia            | 12                |
| Francia              | 15                |
| Germania             | 2                 |
| Giappone             | 88                |
| Irlanda              | 5                 |
| Italia               | 14                |
| Lituania             | 44                |
| Lussemburgo          | 6                 |
| Norvegia             | 7                 |
| Nuova Zelanda        | 7                 |
| Paesi Bassi          | 10                |
| Portogallo           | 135               |
| Regno Unito          | 1                 |
| Repubblica Ceca      | 19                |
| Slovacchia           | 2                 |
| Spagna               | 19                |
| Stati Uniti          | 2                 |
| Stati Uniti (Pop)    | 3                 |
| Svezia               | 16                |
| Svizzera             | 5                 |

### Classifiche di fine anno
| Classifica (2013) | Posizione |
| ----------------- | --------- |
| Italia            | 50        |